# 茨城県道20号結城坂東線
茨城県道20号結城坂東線（いばらきけんどう20ごう ゆうきばんどうせん）は、茨城県結城市から坂東市に至る県道（主要地方道）である。

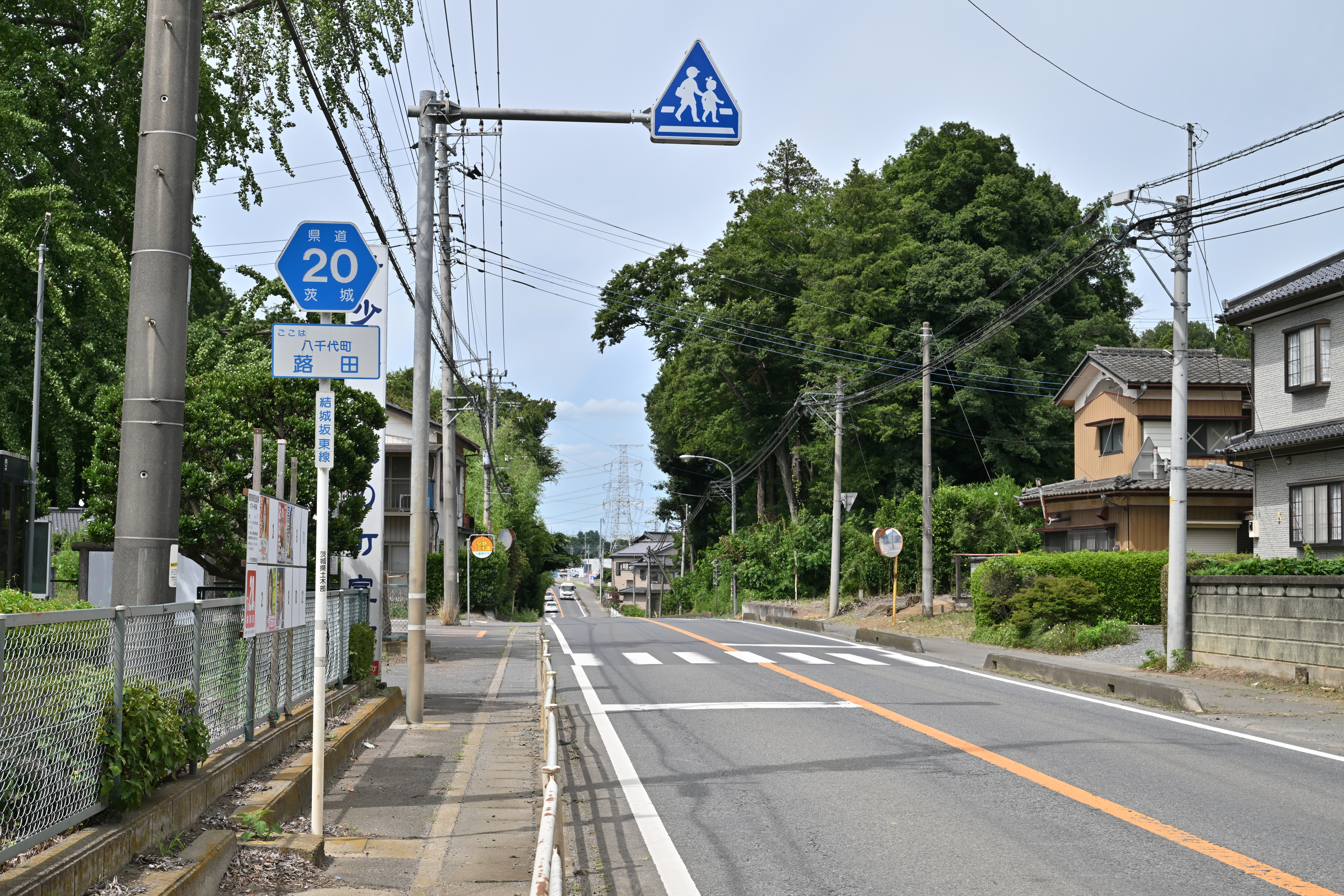
茨城県道20号結城坂東線
結城郡八千代町蕗田（2025年7月）

## 概要
結城市国府町から坂東市矢作まで南北に結ぶ幹線道路。途中の結城郡八千代町では国道125号と交差する。首都圏中央連絡自動車道（圏央道）とは坂東市内の坂東インターチェンジで結ばれている。

### 路線データ
- 起点：茨城県結城市大字結城（茨城県道302号結城停車場線交点＝結城駅北交差点）[1]
- 終点：茨城県坂東市矢作字鹿島沼3057番2（茨城県道・千葉県道3号つくば野田線、茨城県道329号小山菅生小絹停車場線交点＝矢作交差点）[2]
- 総延長：38.488 km[3]
- 重用延長：3.187 km[3]
- 未供用延長：なし[3]
- 実延長：35.301 km[3]
- 自動車交通不能区間延長[注釈 1]：なし[3]
- 自動車専用道路部：坂東市冨田字東溜1768番1から同市弓田字溜の渕1065番3まで（延長142 m）[4]

## 歴史
1959年（昭和34年）10月14日、新たな県道として結城市を起点とし、猿島郡岩井町を終点とする区間を本路線とする県道結城岩井線として茨城県が県道路線認定した。1994年（平成6年）4月に県道土浦野田線の廃止に伴い、同県道の一部を編入延長して、終点が岩井市矢作となった。2005年（平成17年）、平成の大合併により岩井市が消滅し坂東市と改称されていたことから、県道結城坂東線と改称して現在に至る。

### 年表
- 1959年（昭和34年）10月14日
  - 現在の路線が県道結城岩井線（図面対象番号81）として路線認定される[6]。
  - 道路の区域は、結城市大字結城の県道結城停車場線分岐から猿島郡岩井町大字岩井の主要地方道古河岩井線（現在の国道354号にあたる）交点までと決定された[1]。
- 1964年（昭和39年）
  - 4月27日：猿島郡猿島町大字沓掛字松山 - 同字向原の沓掛集落内の道路改良バイパス（803 m）を供用開始[7]。
  - 7月3日：車両制限令第5条1項[注釈 2]に基づく指定区間（路線対象番号81 結城岩井線：若境線分岐 - 境石下線交点）を、交通量増大により指定解除[8]。
- 1965年（昭和40年）3月15日：結城郡八千代大字若（若十字路） - 大字菅谷の道路改良バイパス（1.205 km）を供用開始[9]。
- 1966年（昭和41年）7月11日：猿島郡岩井町大字岩井 - 同町大字弓田（567 m）を線形・拡幅改良[10]。
- 1967年（昭和42年）2月6日：結城郡八千代村大字兵庫 - 大字菅谷（1.240 km）を線形・拡幅改良[11]。
- 1968年（昭和43年）5月16日：結城市大字粕札 - 結城郡八千代村大字兵庫（1.751 km）を線形・拡幅改良[12]。
- 1969年（昭和44年）8月11日：結城郡八千代町大字若の狭隘路（最小幅員4.0 m、延長835 m）を道路改良[13]。
- 1970年（昭和45年）
  - 4月16日：結城市大字今宿（県道新宿新田境線交点） - 大字粕札の旧道から新道（1.772 km）へ道路改良改築[14]。
  - 5月4日：結城郡八千代村大字若 - 大字蕗田（1.3 km）を道路改良改築、供用開始[15]。
- 1971年（昭和46年）12月6日：結城市大字上山川[注釈 3] - 大字今宿（現・茨城県道23号筑西三和線交点）に改良バイパス道路（1.775 km）が開通[16]。
- 1974年（昭和49年）
  - 5月16日：結城市上山川地内の狭隘路（最小幅員4.0 m、延長1.2 km）を拡幅改良供用開始[17]。
  - 10月12日：結城市大字鹿窪 - 大字上山川の未改良区間（1.87 km）を拡幅改良供用開始[18]。
- 1976年（昭和51年）1月19日：結城市大字結城（見付団地入口交差点） - 同市大字鹿窪の旧道から新道区間（1.415 km）に道路改良供用開始[19]。
- 1993年（平成5年）5月11日：建設省から、県道結城岩井線が結城岩井線として主要地方道に指定される[20]。
- 1994年（平成6年）4月1日：岩井市大字岩井（岩井交番前交差点） - 同市大字矢作（矢作交差点）の区間（7.572 km）を、県道結城岩井線の道路区域として追加編入する[2]。
- 1995年（平成7年）3月30日：整理番号34から現在の番号（整理番号20）に変更される[21]。
- 2000年（平成12年）4月1日：結城市大字鹿窪 - 岩井市大字矢作の区間が、通行する車両の最大重量限度25トンの道路に指定される[22]。
- 2001年（平成13年）9月13日：結城郡八千代町大字菅谷（すげのや） - 大字若のバイパスを新設する道路区域（1.987 km）が決定する[23]。
- 2004年（平成16年）
  - 3月22日：結城市大字結城 - 結城郡八千代町大字菅谷、岩井市大字辺田 - 同市大字矢作の各区間が、通行する車両の高さの最高限度4.1 mの道路に指定される[24]。
  - 10月14日：八千代町大字菅谷（八千代郵便局前 - 若十字路）の県道若境線重用部分（228 m）の区域を追加[25]。
- 2005年（平成17年）
  - 4月1日：現路線名である結城坂東線に改称[26]。
  - 4月4日：八千代町大字菅谷地内の旧道（930 m）が指定解除され八千代町道へ降格[27]。
- 2006年（平成18年）
  - 4月6日：結城郡八千代町大字菅谷 - 常総市大宇佐平太の区間を、通行する車両の高さの最高限度4.1 mの道路に指定[28]。
  - 4月20日：常総市孫兵衛新田の上高橋が架け替えられ供用開始[29]。
- 2007年（平成19年）7月19日：坂東市沓掛 - 同市岩井のバイパスを一部新設する道路区域（3.034 km）が決定する[30]。
- 2008年（平成20年）4月1日：坂東市岩井地内の区間を、通行する車両の高さの最高限度4.1 mの道路に指定[31]。
- 2009年（平成21年）1月13日：結城郡八千代町大字菅谷 - 同町大字若の旧道（0.973 km）が指定解除され、八千代町道へ降格[32][注釈 4]。
- 2017年（平成29年）2月26日：首都圏中央連絡自動車道 坂東インターチェンジ開通に伴い、同市沓掛 - 坂東市弓田の取り付け道路（バイパスの一部区間）を供用開始[33]。
- 2023年（令和5年）12月28日：結城市大字結城字穀町 - 結城市大字結城字観音台（晴海団地入口交差点）にバイパス（2.04 km）を新設する道路区域を指定[34]。
- 2025年（令和7年）3月27日：バイパス（坂東市弓田 - 駒跿、2.0 km）が開通する[35]。

## 路線状況
道路法の規定に基づき、以下の区間は緊急輸送道路として機能を維持するため、災害発生時の被害拡大防止を目的に道路用地内に新たに電柱を建てることが制限されている。
- 結城市今宿（県道筑西三和線交差） - 結城市今宿（県道筑西三和線交差）[36]
- 結城郡八千代町菅谷（菅谷十字路交差点） - 坂東市岩井（岩井交番前交差点）[37]
- 坂東市辺田（辺田交差点） - 同市矢作（矢作交差点）[37]
- 坂東市弓田（坂東IC入口交差点） - 同（坂東IC入口）[37]

また、電線共同溝の整備等に関する特別措置法の規定に基づき、下記の区間は電線共同溝を整備すべき道路に指定されている。
- 結城市大字結城1541番6地先 - 結城市大字結城855番16地先（上下線）[38]

### 計画中のバイパス
- 茨城県道20号結城坂東線バイパス（仮）（坂東市）

### 重複区間
- 茨城県道23号筑西三和線（結城市大字古宿新田 - 結城市大字山川新宿）
- 茨城県道56号つくば古河線（結城郡八千代町大字蕗田）
- 茨城県道24号土浦境線（常総市孫兵ヱ新田 - 坂東市沓掛）
- 国道354号（坂東市岩井 - 坂東市下出島：3.146 km）

### 道路施設
- 山川歩道橋（結城市大字山川新宿・大字今宿）
- 大橋（山川沼排水路、結城郡八千代町佐野）
- 佐野橋（結城郡八千代町大字佐野 - 成田）
- 紅葉橋（東仁連川、常総市孫兵ヱ新田）
- 上高橋（飯沼川、常総市孫兵衛新田）
- 仲橋（常総市孫兵衛新田）
- 沓掛橋（西仁連川、坂東市沓掛）
- 弓田橋（江川、坂東市馬立・弓田 - 岩井）

## 地理

### 通過する自治体
- 結城市
- 結城郡八千代町
- 常総市
- 坂東市

### 交差する道路

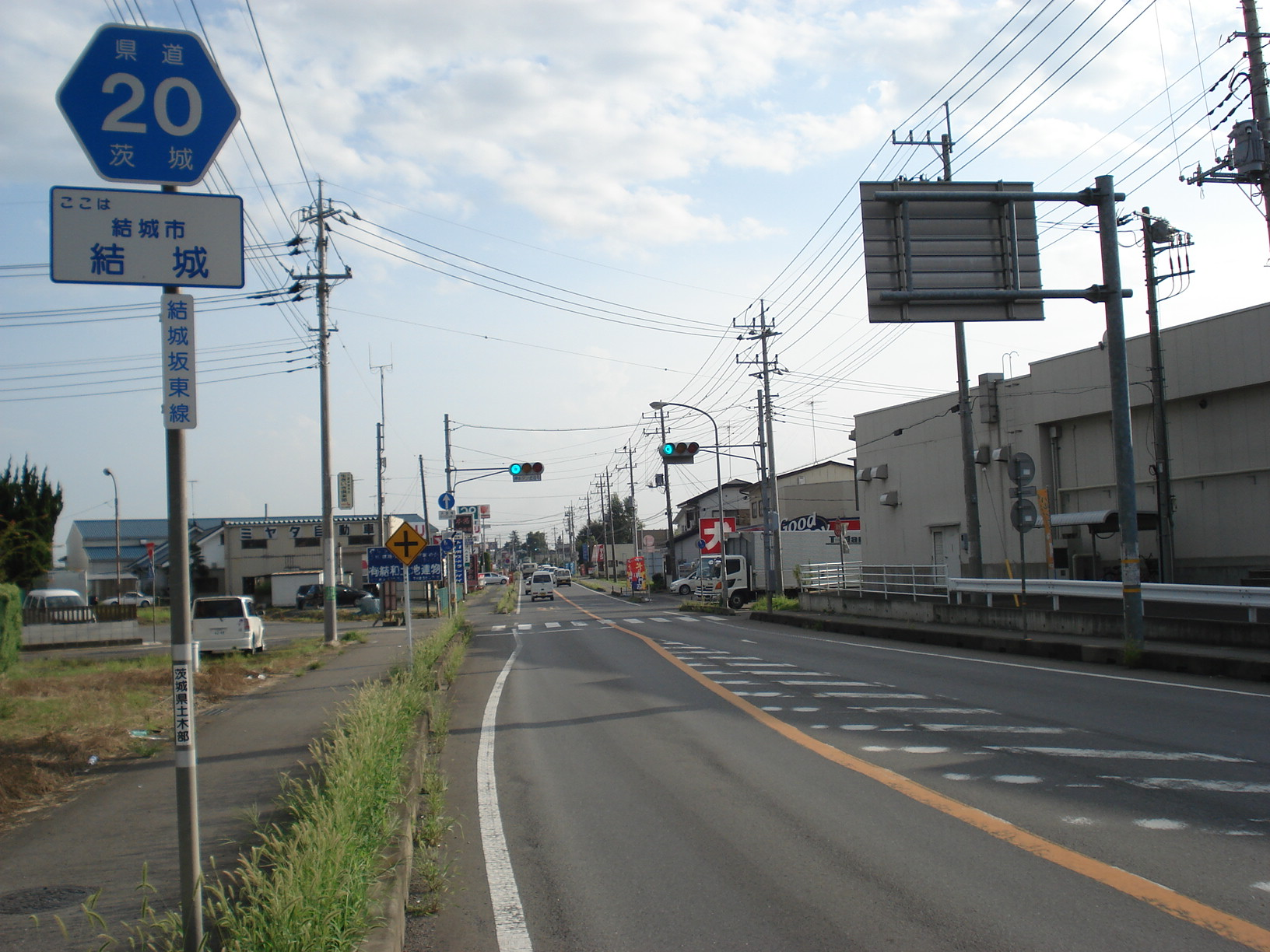
茨城県道20号結城坂東線
結城市結城付近（2008年9月）

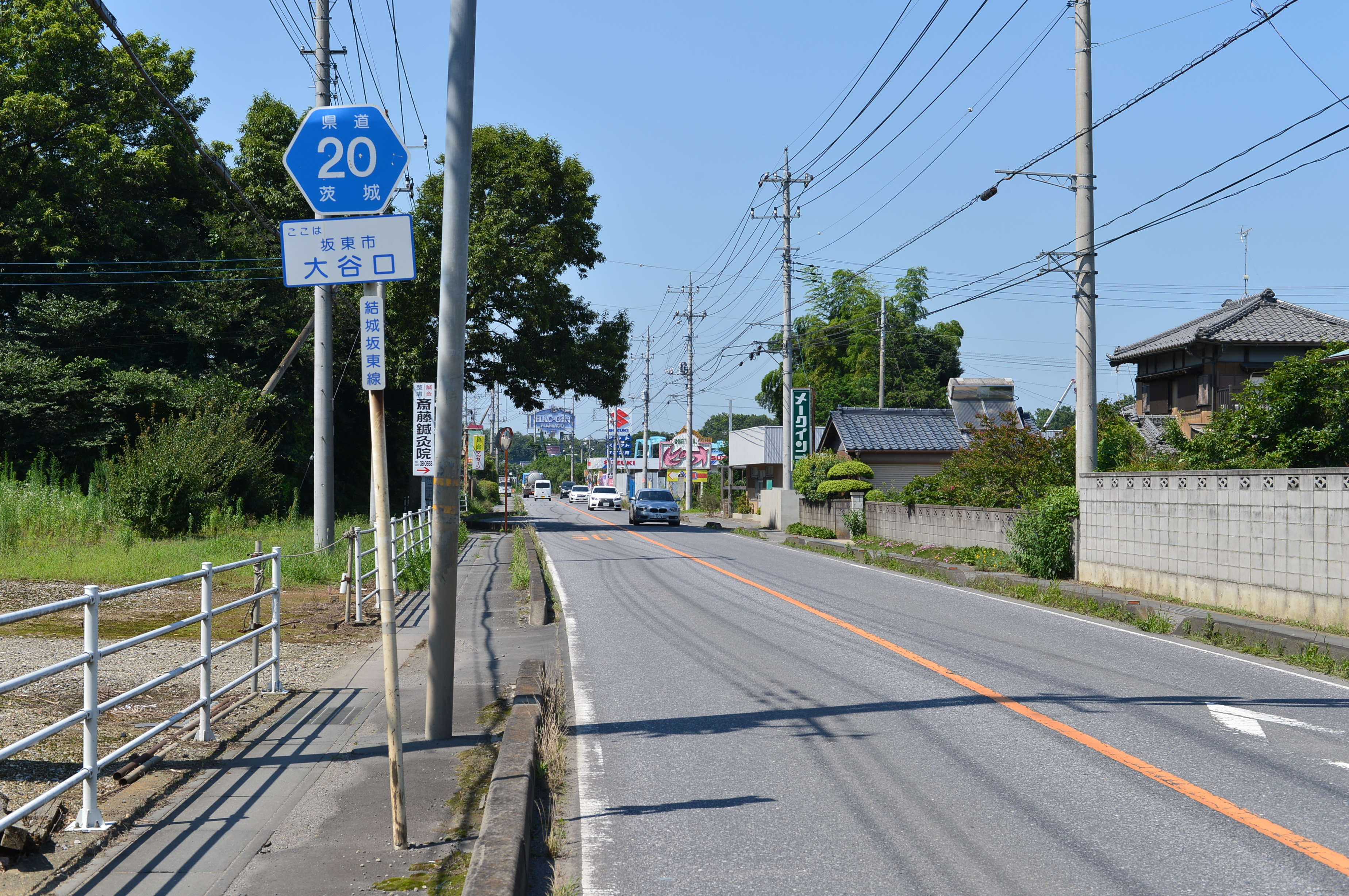
坂東市大谷口（2025年7月）

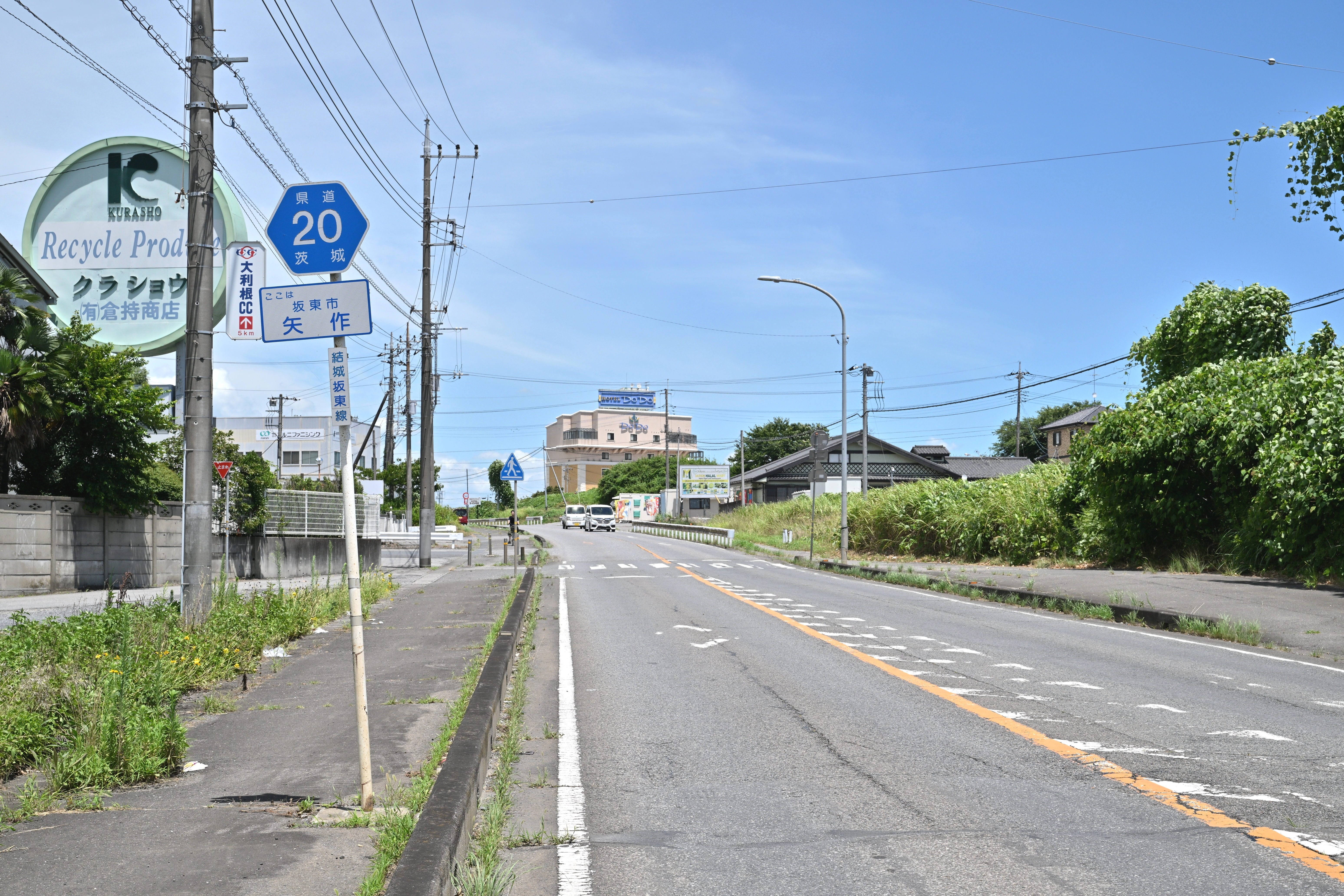
坂東市矢作（2025年7月）

- 茨城県道302号結城停車場線（結城駅北交差点、起点）
- 茨城県道15号結城下妻線（結城市結城）
- 国道50号結城バイパス（結城市結城）
- 茨城県道292号矢畑横倉新田線（結城市矢幡）
- 茨城県道54号明野間々田線（結城市上山川）
- 茨城県道23号筑西三和線（結城市大字古宿新田）
- 茨城県道23号筑西三和線（結城市大字山川新宿）
- 国道125号（結城郡八千代町若）
- 茨城県道137号若境線（結城郡八千代町菅谷）
- 茨城県道56号つくば古河線（結城郡八千代町磯）
- 茨城県道56号つくば古河線（結城郡八千代町蕗田）
- 茨城県道217号皆葉崎房線（常総市崎房）
- 茨城県道24号土浦境線（常総市孫兵ヱ新田）
- 茨城県道135号猿島常総線（坂東市沓掛）
- 茨城県道24号土浦境線（坂東市沓掛）
- 首都圏中央連絡自動車道 坂東IC
- 国道354号 岩井バイパス（坂東市岩井）
- 茨城県道125号中里坂東線（坂東市岩井）
- 国道354号（坂東市岩井交番交差点）
- 国道354号（坂東市辺田交差点）
- 茨城県道252号坂東菅生線（坂東市辺田南交差点）
- 茨城県道3号つくば野田線・茨城県道329号小山菅生小絹停車場線（矢作交差点、終点）

### 沿線にある施設など
- フレンドシップカントリークラブ（常総市崎房）
- 国王神社（坂東市岩井）